# Trigonisca azteca
Trigonisca azteca är en biart som beskrevs av Ayala 1999. Trigonisca azteca ingår i släktet Trigonisca och familjen långtungebin. Inga underarter finns listade i Catalogue of Life.